# Andrés Sardá

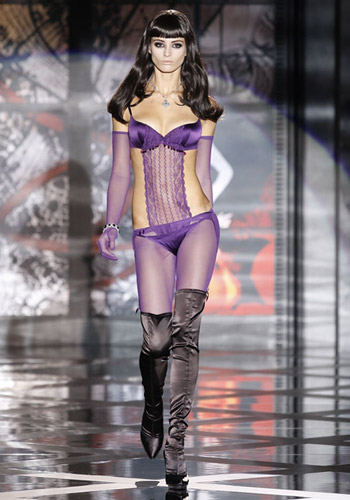
Modelo llevando una prenda de Andrés Sardá.

Andrés Sardá es una firma de moda española de lencería femenina de gama alta creada por el barcelonés Andrés Sardá Sacristán. Actualmente su hija Nuria Sardá es la Directora Creativa de la marca. La marca dispone de una tienda propia ubicada en Madrid, en la calle de Don Ramón de la Cruz, otra tienda propia ubicada en Barcelona, en la calle Valencia 272, y más de 400 puntos de venta multimarca, con una mayor presencia en España, Alemania, Bélgica y Francia.
En el verano del 2018, abrió su primera tienda pop-up en Ibiza, en Marina Ibiza Passaig Joan Carles I, 20. 
Los diseños de Andrés Sardá son conocidos internacionalmente por haber aportado al sector de la lencería femenina innovaciones tecnológicas como la incorporación del Teflón, Nailon y Lycra.
Desde el año 2000 los diseños de Andrés Sardá están presentes en la Pasarela Cibeles (actualmente conocida como Mercedes-Benz Fashion Week Madrid), y anteriormente al año 1996 en la Pasarela Gaudí.
Sus desfiles son de los más esperados de la semana de la moda de Madrid. En ellos han aparecido, como estrellas invitadas, actrices como Bibiana Fernández, Rossy de Palma, Victoria Abril. También, en su último desfile tuvo presencia el cantante Mario Vaquerizo.
Para sus campañas han posado modelos como Vanesa Lorenzo y Martina Klein, y hoy en día, top modelos como:
- Michaela Kocianova, en las campañas ss 2011, fw 2011/12 y 2012/13.
- Bregje Heinen, en la campaña ss 2013.
- Denisa Dvořáková en las campañas ss 2014 y fw 2014/15
- Alina Baikova en la campaña fw 2016/17
- Dalianah Arekion en las campañas ss 2017 y ss 2018

## Historia
La empresa fue fundada en 1962 por Andrés Sardá.
La historia de la familia Sardá en la industria textil comenzó al cierre del siglo XIX, cuando la empresa fabricaba mantillas de encaje de alta calidad. En los años 1960, Jackie Kennedy llevaba una mantilla Sardá cuando visitó el Vaticano. Cuando el uso de las mantillas dejó de ser obligatorio en las iglesias, la familia Sardá comenzó a usar encaje en otras áreas de la moda. Aquella época, fue un momento en que las piezas de ropa íntima eran fabricadas con criterios de funcionalidad casi ortopédica, sin tener en cuenta la estética ni la comodidad. 1962 marcó un giro decisivo en la historia de la marca. Nacido en Barcelona en 1929, Andrés, el hijo del fundador, se aventura en la lencería. En medio de una situación política opresiva, la colección rompe con los estereotipos. Los diseños son confeccionados para favorecer y deleitar a las mujeres, mientras que la innovación técnica crea una comodidad sin precedentes.
Con su atmósfera mediterránea, Barcelona es la cuna de la creación en la que la marca forja su identidad y su estilo. Su ropa, es seductora, aunque fácil de usar, basada en la artesanía, y la firma de Andrés Sardá se reconoce entre todas. Sardá apostó por la comodidad y la atractividad. Pronto, el año 1965, comenzaron las exportaciones a Francia con clientes como las Galerías Lafayette y Printemps.
El 1970 se amplía la gama de productos añadiendo les piezas de baño a las colecciones.  El objetivo es hacer que las mujeres se sientan completamente seguras y atractivas. La nueva línea tiene un éxito inmediato, la que fue inmortalizada por el fotógrafo británico David Hamilton quien se encargó de realizar las imágenes de la campaña. En 1995 su hija, Nuria Sardá, se incorpora al equipo de diseño dirigido por Andrés Sardá. Así comienza una estrecha colaboración entre padre e hija. Y actualmente es ella la encargada de la dirección creativa.
En 2003, ANDRES SARDA abrió su primer punto de venta propio en Madrid situada en pleno barrio de Salamanca.
El grupo Van de Velde compró Eurocorset S.A., propietario de la marca Andrés Sardá, al diseñador catalán en 2008, con el acuerdo de que la familia Sardá siguiera involucrada y que se mantendría la sede de las operaciones en Barcelona.
En 2015, la marca se instala en Barcelona, la ciudad cosmopolita que la vio nacer y a la que ha estado intensamente arraigada desde sus inicios como también su logotipo “designed in Barcelona” indica.